# Thunia
Thunia es un género que tiene asignada cinco especies de orquídeas de hábitos terrestres. Son endémicas de India, China y sudeste de Asia.
En el comercio de orquídeas se la conoce por la abreviatura Thu.

## Descripción
Es un género terrestre sin pseudobulbo estrechamente relacionado con el género Phaius del que difiere en su pseudobulbo, tiene un tallo nodoso que está cubierto por casi hojas abajo que gradualmente pasan a verdaderas hojas arriba y termina en una inflorescencia con brácteas persistentes.

## Etimología
El género fue nombrado en honor del conde alemán Thun-Hohenstein, un entusiasta de las orquídeas.

## Especies
| - Thunia alba (Lindl.) Rchb.f. (1852) - Thunia bensoniae Hook.f. (1868) - Thunia brymeriana Rolfe (1892) - Thunia candidissima (N.E.Br.) Rchb.f. (1888) - Thunia pulchra Rchb.f. (1872) |